# Umskiptar
Az Umskiptar a norvég black metal projekt Burzum kilencedik nagylemeze. 2012. május 21-én jelent meg a Byelobog Productions kiadó által. Varg Vikernes szerint az album "vissza a gyökerekhez", főleg az atmoszférában. Az album dalszövegei egy Völuspá című ősi északi versből lettek átvéve.
Az album borítója egy norvég festő, Peter Nicolai Arbo Nótt nevű műve.

## Számlista
Az összes szám szerzője Varg Vikernes. 
| 1.    | Blóðstokkinn  | Soaked in Blood      | 1:10  |
| 2.    | Jóln          | Deities              | 5:46  |
| 3.    | Alfadanz      | Elven Dance          | 9:34  |
| 4.    | Hit helga Tré | The Sacred Tree      | 6:47  |
| 5.    | Æra           | Honour               | 3:54  |
| 6.    | Heiðr         | Esteem               | 2:57  |
| 7.    | Valgaldr      | Song of the Fallen   | 7:57  |
| 8.    | Galgviðr      | Gallow Forest        | 7:12  |
| 9.    | Surtr Sunnan  | Black from the South | 4:11  |
| 10.   | Gullaldr      | Golden Age           | 10:14 |
| 11.   | Níðhöggr      | Attack from Below    | 4:59  |
| 66:16 |               |                      |       |

## Közreműködők
- Varg Vikernes – ének, összes hangszer
- Eirik Hundvin – keverés

## Fordítás
Ez a szócikk részben vagy egészben  az   Umskiptar című angol Wikipédia-szócikk fordításán alapul.  Az eredeti cikk szerkesztőit annak laptörténete sorolja fel. Ez a jelzés csupán a megfogalmazás eredetét és a szerzői jogokat jelzi, nem szolgál a cikkben szereplő információk forrásmegjelöléseként.